# Északisí-világbajnokságok érmeseinek listája (sífutás, nők)

A sífutó világbajnokságot az északisí-világbajnokságok keretében rendezik meg 1925-től. Az északi sí a télisportok közé tartozó összefoglaló sportkategória, a sífutást, a síugrást és az északi összetett sportágakat tartalmazza. Az első világbajnokságok műsorán még csak a férfi sífutás szerepelt, a nők 1954-ben kapcsolódtak be a küzdelmekbe.

## Sprint egyéni
2001–2003: 1,5 km szabad stílus, 2005: 0,9 km klasszikus stílus, 2007: 1,2 km klasszikus stílus, 2011: 1,2 km szabad stílus, 2015 és 2017: 1,4 km klasszikus stílus.

| Év, helyszín        | Világbajnok            | Világbajnok | Ezüstérmes             | Ezüstérmes  | Bronzérmes                   | Bronzérmes  |
| ------------------- | ---------------------- | ----------- | ---------------------- | ----------- | ---------------------------- | ----------- |
| 2001 Lahti          | Pirjo Manninen         | Finnország  | Kati Sundqvist         | Finnország  | Julija Csepalova             | Oroszország |
| 2003 Lago di Tesero | Marit Bjørgen          | Norvégia    | Claudia Künzel         | Németország | Hilde Gjermundshaug Pedersen | Norvégia    |
| 2005 Oberstdorf     | Emelie Öhrstig         | Svédország  | Lina Andersson         | Svédország  | Sara Renner                  | Kanada      |
| 2007 Szapporo       | Astrid Jacobsen        | Norvégia    | Petra Majdič           | Szlovénia   | Virpi Kuitunen               | Finnország  |
| 2009 Liberec        | Arianna Follis         | Olaszország | Kikkan Randall         | USA         | Pirjo Muranen                | Finnország  |
| 2011 Oslo           | Marit Bjørgen          | Norvégia    | Arianna Follis         | Olaszország | Petra Majdič                 | Szlovénia   |
| 2013 Val di Fiemme  | Marit Bjørgen          | Norvégia    | Ida Ingemarsdotter     | Svédország  | Maiken Caspersen Falla       | Norvégia    |
| 2015 Falun          | Marit Bjørgen          | Norvégia    | Stina Nilsson          | Svédország  | Maiken Caspersen Falla       | Norvégia    |
| 2017 Lahti          | Maiken Caspersen Falla | Norvégia    | Jessica Diggins        | USA         | Kikkan Randall               | USA         |
| 2019 Seefeld        | Maiken Caspersen Falla | Norvégia    | Stina Nilsson          | Svédország  | Mari Eide                    | Norvégia    |
| 2021 Oberstdorf     | Jonna Sundling         | Svédország  | Maiken Caspersen Falla | Norvégia    | Anamarija Lampič             | Szlovénia   |

## Sprint csapat
2005: 6×0,9 km, 2007-től 2013-ig 6×1,4 km, 2015-ben 6×1,2 km szabad stílus, 2017-ben 6×1,3 km klasszikus stílus.

| Év, helyszín       | Világbajnok                                      | Világbajnok | Ezüstérmes                                     | Ezüstérmes  | Bronzérmes                                         | Bronzérmes    |
| ------------------ | ------------------------------------------------ | ----------- | ---------------------------------------------- | ----------- | -------------------------------------------------- | ------------- |
| 2005 Oberstdorf    | Hilde Gjermundshaug Pedersen, Marit Bjørgen      | Norvégia    | Riitta Liisa Lassila, Pirjo Manninen           | Finnország  | Julija Csepalova, Alena Szidko                     | Oroszország   |
| 2007 Szapporo      | Riitta-Liisa Roponen, Virpi Kuitunen             | Finnország  | Evi Sachenbacher-Stehle, Claudia Künzel-Nystad | Németország | Astrid Jacobsen, Marit Bjørgen                     | Norvégia      |
| 2009 Liberec       | Virpi Kuitunen, Aino-Kaisa Saarinen              | Finnország  | Anna Olsson, Lina Andersson                    | Svédország  | Arianna Follis, Marianna Longa                     | Olaszország   |
| 2011 Oslo          | Ida Ingemarsdotter, Charlotte Kalla              | Svédország  | Aino Kaisa Saarinen, Krista Lähteenmäki        | Finnország  | Maiken Caspersen Falla, Astrid Uhrenholdt Jacobsen | Norvégia      |
| 2013 Val di Fiemme | Jessica Diggins, Kikkan Randall                  | USA         | Charlotte Kalla, Ida Ingemarsdotter            | Svédország  | Riikka Sarasoja-Lilja, Krista Lahteenmäki          | Finnország    |
| 2015 Falun         | Ingvild Flugstad Østberg, Maiken Caspersen Falla | Norvégia    | Ida Ingemarsdotter, Stina Nilsson              | Svédország  | Justyna Kowalczyk, Sylwia Jaśkowiec                | Lengyelország |
| 2017 Lahti         | Heidi Weng, Maiken Caspersen Falla               | Norvégia    | Yulia Belorukova, Natalja Matvejeva            | Oroszország | Sadie Bjornsen, Jessica Diggins                    | USA           |
| 2019 Seefeld       | Maja Dahlqvist, Stina Nilsson                    | Svédország  | Anamarija Lampič, Katja Višnar                 | Szlovénia   | Maiken Caspersen Falla, Ingvild Flugstad Østberg   | Norvégia      |
| 2021 Oberstdorf    | Jonna Sundling, Maja Dahlqvist                   | Svédország  | Laurien van der Graaff, Nadine Fähndrich       | Svájc       | Anamarija Lampič, Eva Urevc                        | Szlovénia     |

## 5 kilométer
| Év, helyszín        | Világbajnok        | Világbajnok | Ezüstérmes              | Ezüstérmes    | Bronzérmes              | Bronzérmes  |
| ------------------- | ------------------ | ----------- | ----------------------- | ------------- | ----------------------- | ----------- |
| 1962 Zakopane       | Alevtyina Kolcsina | Szovjetunió | Ljubov Baranova         | Szovjetunió   | Marija Guszakova        | Szovjetunió |
| 1966 Oslo           | Alevtyina Kolcsina | Szovjetunió | Klavgyija Bojarszkih    | Szovjetunió   | Rita Acskina            | Szovjetunió |
| 1970 Vysoké Tatry   | Galina Kulakova    | Szovjetunió | Galina Piljusenko       | Szovjetunió   | Nyina Fjodorova         | Szovjetunió |
| 1974 Falun          | Galina Kulakova    | Szovjetunió | Blanka Paulů            | Csehszlovákia | Raisza Szmetanyina      | Szovjetunió |
| 1978 Lahti          | Helena Takalo      | Finnország  | Hilkka Riihivuori       | Finnország    | Raisza Szmetanyina      | Szovjetunió |
| 1982 Oslo           | Berit Aunli        | Norvégia    | Hilkka Riihivuori       | Finnország    | Britt Pettersen         | Norvégia    |
| 1985 Seefeld        | Anette Bøe         | Norvégia    | Marja-Liisa Kirvesniemi | Finnország    | Grete Ingeborg Nykkelmo | Norvégia    |
| 1987 Oberstdorf     | Marjo Matikainen   | Finnország  | Anfisza Rezcova         | Szovjetunió   | Evi Kratzer             | Svájc       |
| 1991 Lago di Tesero | Trude Dybendahl    | Norvégia    | Marja-Liisa Kirvesniemi | Finnország    | Manuela Di Centa        | Olaszország |
| 1993 Falun          | Larisza Lazutyina  | Oroszország | Ljubov Jegorova         | Oroszország   | Trude Dybendahl         | Norvégia    |
| 1995 Thunder Bay    | Larisza Lazutyina  | Oroszország | Nyina Gavriljuk         | Oroszország   | Manuela Di Centa        | Olaszország |
| 1997 Trondheim      | Jelena Välbe       | Oroszország | Stefania Belmondo       | Olaszország   | Olga Danyilova          | Oroszország |
| 1999 Ramsau         | Bente Martinsen    | Norvégia    | Olga Danyilova          | Oroszország   | Kateřina Neumannová     | Csehország  |

## 7,5+7,5 (5+10, 5+5) kilométer („síatlon”)
1993 és 1999 között 5+10 km-en, 2001-ben és 2003-ban 5+5 km-en, azóta 7,5+7,5 km-en rendezik a versenyt. Az első távot klasszikus stílusban, a másodikat szabad stílusban teljesítik a versenyzők. A két szakasz között lehetőség van síléc és bot cseréjére.

| Év, helyszín        | Világbajnok       | Világbajnok   | Ezüstérmes                 | Ezüstérmes    | Bronzérmes               | Bronzérmes  |
| ------------------- | ----------------- | ------------- | -------------------------- | ------------- | ------------------------ | ----------- |
| 1993 Falun          | Stefania Belmondo | Olaszország   | Larisza Lazutyina          | Oroszország   | Ljubov Jegorova          | Oroszország |
| 1995 Thunder Bay    | Larisza Lazutyina | Oroszország   | Nyina Gavriljuk            | Oroszország   | Olga Danyilova           | Oroszország |
| 1997 Trondheim      | Jelena Välbe      | Oroszország   | Stefania Belmondo          | Olaszország   | Nyina Gavriljuk          | Oroszország |
| 1999 Ramsau         | Stefania Belmondo | Olaszország   | Nyina Gavriljuk            | Oroszország   | Irina Terelja Taranyenko | Ukrajna     |
| 2001 Lahti          | Virpi Kuitunen    | Finnország    | Larisza Lazutyina          | Szovjetunió   | Olga Danyilova           | Szovjetunió |
| 2003 Lago di Tesero | Kristina Šmigun   | Észtország    | Evi Sachenbacher           | Németország   | Olga Zavjalova           | Oroszország |
| 2005 Oberstdorf     | Julija Csepalova  | Oroszország   | Marit Bjørgen              | Norvégia      | Kristin Størmer Steira   | Norvégia    |
| 2007 Szapporo       | Olga Zavjalova    | Oroszország   | Kateřina Neumannová        | Csehország    | Kristin Størmer Steira   | Norvégia    |
| 2009 Liberec        | Justyna Kowalczyk | Lengyelország | Kristin Størmer Steira     | Norvégia      | Aino-Kaisa Saarinen      | Finnország  |
| 2011 Oslo           | Marit Bjørgen     | Norvégia      | Justyna Kowalczyk          | Lengyelország | Therese Johaug           | Norvégia    |
| 2013 Val di Fiemme  | Marit Bjørgen     | Norvégia      | Therese Johaug             | Norvégia      | Heidi Weng               | Norvégia    |
| 2015 Falun          | Therese Johaug    | Norvégia      | Astrid Uhrenholdt Jacobsen | Norvégia      | Charlotte Kalla          | Svédország  |
| 2017 Lahti          | Marit Bjørgen     | Norvégia      | Krista Pärmäkoski          | Finnország    | Charlotte Kalla          | Svédország  |
| 2019 Seefeld        | Therese Johaug    | Norvégia      | Ingvild Flugstad Østberg   | Norvégia      | Natalja Nyeprjajeva      | Oroszország |
| 2021 Oberstdorf     | Therese Johaug    | Norvégia      | Frida Karlsson             | Svédország    | Ebba Andersson           | Svédország  |

## 10 kilométer
| Év, helyszín                                | Világbajnok                          | Világbajnok              | Ezüstérmes                     | Ezüstérmes              | Bronzérmes                        | Bronzérmes               |
| ------------------------------------------- | ------------------------------------ | ------------------------ | ------------------------------ | ----------------------- | --------------------------------- | ------------------------ |
| 1954 Falun                                  | Ljubov Kozirjeva                     | Szovjetunió              | Siiri Rantanen                 | Finnország              | Mirja Hietamies                   | Finnország               |
| 1958 Lahti                                  | Alevtyina Kolcsina                   | Szovjetunió              | Ljubov Kozirjeva               | Szovjetunió             | Siiri Rantanen                    | Finnország               |
| 1962 Zakopane                               | Alevtyina Kolcsina                   | Szovjetunió              | Marija Guszakova               | Szovjetunió             | Radja Erosina                     | Szovjetunió              |
| 1966 Oslo                                   | Klavgyija Bojarszkih                 | Szovjetunió              | Alevtyina Kolcsina             | Szovjetunió             | Toini Gustafsson                  | Svédország               |
| 1970 Vysoké Tatry                           | Alevtyina Oljunyina                  | Szovjetunió              | Marjatta Kajosmaa              | Finnország              | Galina Kulakova                   | Szovjetunió              |
| 1974 Falun                                  | Galina Kulakova                      | Szovjetunió              | Barbara Petzold                | NDK                     | Helena Takalo                     | Finnország               |
| 1978 Lahti                                  | Zinajda Amoszova                     | Szovjetunió              | Raisza Szmetanyina             | Szovjetunió             | Hilkka Riihivuori                 | Finnország               |
| 1982 Oslo                                   | Berit Aunli                          | Norvégia                 | Hilkka Riihivuori              | Finnország              | Květa Jeriová                     | Csehszlovákia            |
| 1985 Seefeld                                | Anette Bøe                           | Norvégia                 | Marja-Liisa Kirvesniemi        | Finnország              | Grete Ingeborg Nykkelmo           | Norvégia                 |
| 1987 Oberstdorf                             | Anne Jahren                          | Norvégia                 | Marjo Matikainen               | Finnország              | Britt Pettersen                   | Norvégia                 |
| 1989 Lahti (klasszikus) 1989 Lahti (szabad) | Marja-Liisa Kirvesniemi Jelena Välbe | Finnország · Szovjetunió | Pirkko Määttä Marjo Matikainen | Finnország · Finnország | Marjo Matikainen Tamara Tyihonova | Finnország · Szovjetunió |
| 1991 Lago di Tesero                         | Jelena Välbe                         | Szovjetunió              | Marie-Helene Westin            | Svédország              | Tamara Tyihonova                  | Szovjetunió              |
| 2001 Lahti                                  | Bente Skari                          | Norvégia                 | Olga Danyilova                 | Oroszország             | Larisza Lazutyina                 | Oroszország              |
| 2003 Lago di Tesero                         | Bente Skari                          | Norvégia                 | Kristina Šmigun                | Észtország              | Hilde Gjermundshaug Pedersen      | Norvégia                 |
| 2005 Oberstdorf                             | Kateřina Neumannová                  | Csehország               | Julija Csepalova               | Oroszország             | Marit Bjørgen                     | Norvégia                 |
| 2007 Szapporo                               | Kateřina Neumannová                  | Csehország               | Olga Zavjalova                 | Oroszország             | Arianna Follis                    | Olaszország              |
| 2009 Liberec                                | Aino-Kaisa Saarinen                  | Finnország               | Marianna Longa                 | Olaszország             | Justyna Kowalczyk                 | Lengyelország            |
| 2011 Oslo                                   | Marit Bjørgen                        | Norvégia                 | Justyna Kowalczyk              | Lengyelország           | Aino-Kaisa Saarinen               | Finnország               |
| 2013 Val di Fiemme                          | Therese Johaug                       | Norvégia                 | Marit Bjørgen                  | Norvégia                | Julija Csekaljova                 | Oroszország              |
| 2015 Falun                                  | Charlotte Kalla                      | Svédország               | Jessica Diggins                | USA                     | Caitlin Compton Gregg             | USA                      |
| 2017 Lahti                                  | Marit Bjørgen                        | Norvégia                 | Charlotte Kalla                | Svédország              | Astrid Uhrenholdt Jacobsen        | Norvégia                 |
| 2019 Seefeld                                | Therese Johaug                       | Norvégia                 | Frida Karlsson                 | Svédország              | Ingvild Flugstad Østberg          | Norvégia                 |
| 2021 Oberstdorf                             | Therese Johaug                       | Norvégia                 | Frida Karlsson                 | Svédország              | Ebba Andersson                    | Svédország               |

## 15 kilométer
| Év, helyszín        | Világbajnok       | Világbajnok | Ezüstérmes              | Ezüstérmes  | Bronzérmes            | Bronzérmes  |
| ------------------- | ----------------- | ----------- | ----------------------- | ----------- | --------------------- | ----------- |
| 1989 Lahti          | Marjo Matikainen  | Finnország  | Marja-Liisa Kirvesniemi | Finnország  | Pirkko Määttä         | Finnország  |
| 1991 Lago di Tesero | Jelena Välbe      | Szovjetunió | Trude Dybendahl         | Norvégia    | Stefania Belmondo     | Olaszország |
| 1993 Falun          | Jelena Välbe      | Oroszország | Marja-Liisa Kirvesniemi | Finnország  | Marjut Rolig          | Finnország  |
| 1995 Thunder Bay    | Larisza Lazutyina | Oroszország | Jelena Välbe            | Oroszország | Inger Helene Nybråten | Norvégia    |
| 1997 Trondheim      | Jelena Välbe      | Oroszország | Stefania Belmondo       | Olaszország | Kateřina Neumannová   | Csehország  |
| 1999 Ramsau         | Stefania Belmondo | Olaszország | Kristina Šmigun         | Észtország  | Maria Theurl          | Ausztria    |
| 2001 Lahti          | Bente Skari       | Norvégia    | Olga Danyilova          | Oroszország | Kaisa Varis           | Finnország  |
| 2003 Lago di Tesero | Bente Skari       | Norvégia    | Kristina Šmigun         | Észtország  | Olga Zavjalova        | Oroszország |

## 20 kilométer
| Év, helyszín    | Világbajnok             | Világbajnok | Ezüstérmes         | Ezüstérmes  | Bronzérmes         | Bronzérmes  |
| --------------- | ----------------------- | ----------- | ------------------ | ----------- | ------------------ | ----------- |
| 1978 Lahti      | Zinajda Amoszova        | Szovjetunió | Rajsza Szmetanyina | Szovjetunió | Helena Takalo      | Finnország  |
| 1980 Falun      | Veronika Hesse          | NDK         | Galina Kulakova    | Szovjetunió | Rajsza Szmetanyina | Szovjetunió |
| 1982 Oslo       | Rajsza Szmetanyina      | Szovjetunió | Berit Aunli        | Norvégia    | Hilkka Riihivuori  | Finnország  |
| 1985 Seefeld    | Grete Ingeborg Nykkelmo | Norvégia    | Britt Pettersen    | Norvégia    | Anette Bøe         | Norvégia    |
| 1987 Oberstdorf | Marie-Helene Westin     | Svédország  | Anfisza Rezcova    | Szovjetunió | Larisza Pticina    | Szovjetunió |

## 30 kilométer
| Év, helyszín        | Világbajnok                                     | Világbajnok                                     | Ezüstérmes                                      | Ezüstérmes                                      | Bronzérmes                                      | Bronzérmes                                      |
| ------------------- | ----------------------------------------------- | ----------------------------------------------- | ----------------------------------------------- | ----------------------------------------------- | ----------------------------------------------- | ----------------------------------------------- |
| 1989 Lahti          | Jelena Välbe                                    | Szovjetunió                                     | Larisza Lazutyina                               | Szovjetunió                                     | Marjo Matikainen                                | Finnország                                      |
| 1991 Lago di Tesero | Ljubov Jegorova                                 | Szovjetunió                                     | Jelena Välbe                                    | Szovjetunió                                     | Manuela Di Centa                                | Olaszország                                     |
| 1993 Falun          | Stefania Belmondo                               | Olaszország                                     | Manuela Di Centa                                | Olaszország                                     | Ljubov Jegorova                                 | Oroszország                                     |
| 1995 Thunder Bay    | Jelena Välbe                                    | Oroszország                                     | Manuela Di Centa                                | Olaszország                                     | Antonina Ordina                                 | Svédország                                      |
| 1997 Trondheim      | Jelena Välbe                                    | Oroszország                                     | Stefania Belmondo                               | Olaszország                                     | Marit Mikkelsplass                              | Norvégia                                        |
| 1999 Ramsau         | Larisza Lazutyina                               | Oroszország                                     | Olga Danyilova                                  | Oroszország                                     | Kristina Šmigun                                 | Észtország                                      |
| 2001 Lahti          | A kedvezőtlen időjárás miatt nem rendezték meg. | A kedvezőtlen időjárás miatt nem rendezték meg. | A kedvezőtlen időjárás miatt nem rendezték meg. | A kedvezőtlen időjárás miatt nem rendezték meg. | A kedvezőtlen időjárás miatt nem rendezték meg. | A kedvezőtlen időjárás miatt nem rendezték meg. |
| 2003 Lago di Tesero | Olga Zavjalova                                  | Oroszország                                     | Jelena Burukina                                 | Oroszország                                     | Kristina Šmigun                                 | Észtország                                      |
| 2005 Oberstdorf     | Marit Bjørgen                                   | Norvégia                                        | Virpi Kuitunen                                  | Finnország                                      | Natalja Baranova-Maszolkina                     | Oroszország                                     |
| 2007 Szapporo       | Virpi Kuitunen                                  | Finnország                                      | Kristin Størmer Steira                          | Norvégia                                        | Therese Johaug                                  | Norvégia                                        |
| 2009 Liberec        | Justyna Kowalczyk                               | Lengyelország                                   | Jevgenyija Medvegyeva                           | Oroszország                                     | Valentyina Sevcsenko                            | Ukrajna                                         |
| 2011 Oslo           | Therese Johaug                                  | Norvégia                                        | Marit Bjørgen                                   | Norvégia                                        | Justyna Kowalczyk                               | Lengyelország                                   |
| 2013 Val di Fiemme  | Marit Bjørgen                                   | Norvégia                                        | Justyna Kowalczyk                               | Lengyelország                                   | Therese Johaug                                  | Norvégia                                        |
| 2015 Falun          | Therese Johaug                                  | Norvégia                                        | Marit Bjørgen                                   | Norvégia                                        | Charlotte Kalla                                 | Svédország                                      |
| 2017 Lahti          | Marit Bjørgen                                   | Norvégia                                        | Heidi Weng                                      | Norvégia                                        | Astrid Uhrenholdt Jacobsen                      | Norvégia                                        |
| 2019 Seefeld        | Therese Johaug                                  | Norvégia                                        | Ingvild Flugstad Østberg                        | Norvégia                                        | Frida Karlsson                                  | Svédország                                      |
| 2021 Oberstdorf     | Therese Johaug                                  | Norvégia                                        | Heidi Weng                                      | Norvégia                                        | Frida Karlsson                                  | Svédország                                      |

## 4×5 (3×5) kilométeres váltó
1954 és 1970 között háromfős csapatok versenyeztek, a 4×5 kilométeres váltót 1974-től rendezik.

| Év, helyszín        | Világbajnok                                                                           | Világbajnok | Ezüstérmes                                                                                     | Ezüstérmes  | Bronzérmes\|-                                                                       | Bronzérmes\|- |
| ------------------- | ------------------------------------------------------------------------------------- | ----------- | ---------------------------------------------------------------------------------------------- | ----------- | ----------------------------------------------------------------------------------- | ------------- |
| 1954 Falun          | Ljubov Kozirjeva, Margarita Maszlennyikova, Valentyina Carjova                        | Szovjetunió | Sirkka Polkunen, Mirja Hietamies, Siiri Rantanen                                               | Finnország  | Anna-Lisa Eriksson, Märta Nordberg, Sonja Edström                                   | Svédország    |
| 1958 Lahti          | Radja Jerosina, Alevtyina Kolcsina, Ljubov Kozirjeva                                  | Szovjetunió | Toini Mikkola-Pöysti, Pirkko Korkee, Siiri Rantanen                                            | Finnország  | Märta Nordberg, Irma Johansson, Sonja Edström                                       | Svédország    |
| 1962 Zakopane       | Ljubov Baranova, Marija Guszakova, Alevtyina Kolcsina                                 | Szovjetunió | Barbro Martinsson, Britt Strandberg, Toini Gustafsson                                          | Svédország  | Siiri Rantanen, Eeva Ruoppa, Mirja Lehtonen                                         | Finnország    |
| 1966 Oslo           | Klavgyija Bojarszkikh, Rita Acskina, Alevtyina Kolcsina                               | Szovjetunió | Ingrid Wigernæs, Inger Aufles, Berit Mørdre                                                    | Norvégia    | Barbro Martinsson, Britt Strandberg, Toini Gustafsson                               | Svédország    |
| 1970 Vysoké Tatry   | Nyina Fjodorova, Galina Kulakova, Alevtyina Oljunyina                                 | Szovjetunió | Gabriele Haupt, Renata Fischer, Anna Unger                                                     | NDK         | Senja Pusula, Helena Takalo, Marjatta Kajosmaa                                      | Finnország    |
| 1974 Falun          | Nyina Fjodorova, Nyina Szeljunyina, Raisza Szmetanyina, Galina Kulakova               | Szovjetunió | Sigrun Krause, Petra Hinze, Barbara Petzold, Veronika Hesse                                    | NDK         | Alena Bartošová, Gabriela Sekajová, Miroslava Jaškovská, Blanka Paulů               | Csehszlovákia |
| 1978 Lahti          | Taina Impiö, Marja-Liisa Hämäläinen, Hilkka Riihivuori, Helena Takalo                 | Finnország  | Marlies Rostock, Birgit Schreiber, Barbara Petzold, Christel Meinel                            | NDK         | Nyina Rocseva, Zinajda Amoszova, Raisza Szmetanyina, Galina Kulakova                | Szovjetunió   |
| 1982 Oslo           | Anette Bøe, Inger Helene Nybråten, Berit Aunli, Brit Pettersen                        | Norvégia    | Ljubov Ljadova, Ljubov Zabolotszkaja, Raisza Szmetanyina, Galina Kulakova                      | Szovjetunió | Petra Sölter, Carola Anding, Barbara Petzold, Veronika Hesse                        | NDK           |
| 1985 Seefeld        | Tamara Tyihonova, Raisza Szmetanyina, Lilija Vaszilcsenko, Anfisza Romanova           | Szovjetunió | Anette Bøe, Anne Jahren, Grete Ingeborg Nykkelmo, Berit Aunli                                  | Norvégia    | Manuela Drescher, Gaby Nestler, Antje Misersky, Ute Noack                           | NDK           |
| 1987 Oberstdorf     | Antonyina Ordina, Nyina Gavriljuk, Larisza Ptitszina, Anfisza Rezcova                 | Szovjetunió | Marianne Dahlmo, Nina Skeime, Anne Jahren, Anette Bøe                                          | Norvégia    | Magdalena Wallin, Karin Lamberg-Skog, Annika Dahlmann, Marie-Helene Westin          | Svédország    |
| 1989 Lahti          | Pirkko Määttä, Marja-Liisa Kirvesniemi, Jaana Savolainen, Marjo Matikainen            | Finnország  | Julija Samsurina, Raisza Szmetanyina, Tamara Tyihonova, Jelena Välbe                           | Szovjetunió | Inger Helene Nybråten, Anne Jahren, Nina Skeime, Marianne Dahlmo                    | Norvégia      |
| 1991 Lago di Tesero | Ljubov Jegorova, Raisza Szmetanyina, Tamara Tyihonova, Jelena Välbe                   | Szovjetunió | Bice Vanzetta, Manuela Di Centa, Gabriella Paruzzi, Stefania Belmondo                          | Olaszország | Solveig Pedersen, Inger Helene Nybråten, Elin Nilsen, Trude Dybendahl               | Norvégia      |
| 1993 Falun          | Jelena Välbe, Larisza Lazutyina, Nyina Gavriljuk, Ljubov Jegorova                     | Oroszország | Gabriella Paruzzi, Bice Vanzetta, Manuela Di Centa, Stefania Belmondo                          | Olaszország | Trude Dybendahl, Inger Helene Nybråten, Anita Moen, Elin Nilsen                     | Norvégia      |
| 1995 Thunder Bay    | Olga Danyilova, Jelena Välbe, Larisza Lazutyina, Nyina Gavriljuk                      | Oroszország | Marit Mikkelsplass, Inger Helene Nybråten, Elin Nilsen, Anita Moen-Guidon                      | Norvégia    | Anna Frithioff, Marie-Helene Westin, Antonina Ordina, Anette Fanqvist               | Svédország    |
| 1997 Trondheim      | Olga Danyilova, Larisza Lazutyina, Nyina Gavriljuk, Jelena Välbe                      | Oroszország | Bente Martinsen, Marit Mikkelsplass, Elin Nilsen, Trude Dybendahl Hartz                        | Norvégia    | Riikka Sirviö, Tuulikki Pyykkönen, Kati Pulkkinen, Satu Salonen                     | Finnország    |
| 1999 Ramsau         | Olga Danyilova, Larisza Lazutyina, Anfisza Rezcova, Nyina Gavriljuk                   | Oroszország | Sabina Valbusa, Gabriella Paruzzi, Antonella Confortola, Stefania Belmondo                     | Olaszország | Viola Bauer, Ramona Roth, Evi Sachenbacher, Sigrid Wille                            | Németország   |
| 2001 Lahti          | Olga Danyilova, Larisza Lazutyina, Julija Csepalova, Nyina Gavriljuk                  | Oroszország | Anita Moen, Bente Skari, Elin Nilsen, Hilde Gjermundshaug Pedersen                             | Norvégia    | Gabriella Paruzzi, Sabina Valbusa, Stefania Belmondo, Cristina Paluselli            | Olaszország   |
| 2003 Lago di Tesero | Manuela Henkel, Viola Bauer, Claudia Künzel, Evi Sachenbacher                         | Németország | Anita Moen, Marit Bjørgen, Hilde Gjermundshaug Pedersen, Vibeke Skofterud                      | Norvégia    | Natalja Korosztyeljova, Olga Zavjalova, Jelena Burukina, Nyina Gavriljuk            | Oroszország   |
| 2005 Oberstdorf     | Vibeke Skofterud, Hilde Gjermundshaug Pedersen, Kristin Størmer Steira, Marit Bjørgen | Norvégia    | Larisza Kurkina, Natalja Baranova-Maszolkina, Jevgenyija Medvegyeva-Arbuzova, Julija Csepalova | Oroszország | Gabriella Paruzzi, Antonella Confortola, Sabina Valbusa, Arianna Follis             | Olaszország   |
| 2007 Szapporo       | Virpi Kuitunen, Aino-Kaisa Saarinen, Riitta-Liisa Roponen, Pirjo Manninen             | Finnország  | Stefanie Böhler, Viola Bauer, Claudia Künzel-Nystad, Evi Sachenbacher-Stehle                   | Németország | Vibeke Skofterud, Marit Bjørgen, Kristin Størmer Steira, Astrid Jacobsen            | Norvégia      |
| 2009 Liberec        | Pirjo Muranen, Virpi Kuitunen, Riitta-Liisa Roponen, Aino-Kaisa Saarinen              | Finnország  | Katrin Zeller, Evi Sachenbacher-Stehle, Miriam Gössner, Claudia Künzel-Nystad                  | Németország | Lina Andersson, Britta Norgren, Anna Haag, Charlotte Kalla                          | Svédország    |
| 2011 Oslo           | Vibeke Skofterud, Therese Johaug, Kristin Størmer Steira, Marit Bjørgen               | Norvégia    | Ida Ingemarsdotter, Anna Haag, Britta Johansson Norgren, Charlotte Kalla                       | Svédország  | Pirjo Muranen, Aino Kaisa Saarinen, Riitta-Liisa Roponen, Krista Lähteenmäki        | Finnország    |
| 2013 Val di Fiemme  | Heidi Weng, Therese Johaug, Kristin Størmer Steira, Marit Bjørgen                     | Norvégia    | Ida Ingemarsdotter, Emma Wikén, Anna Haag, Charlotte Kalla                                     | Svédország  | Julija Ivanova, Alja Ikszanova, Marija Guscsina, Julija Csekaljova                  | Oroszország   |
| 2015 Falun          | Heidi Weng, Therese Johaug, Astrid Jacobsen, Marit Bjørgen                            | Norvégia    | Sofia Bleckur, Charlotte Kalla, Maria Rydqvist, Stina Nilsson                                  | Svédország  | Aino-Kaisa Saarinen, Kerttu Niskanen, Riitta-Liisa Roponen, Krista Pärmäkoski       | Finnország    |
| 2017 Lahti          | Maiken Falla Caspersen, Heidi Weng, Astrid Jacobsen, Marit Bjørgen                    | Norvégia    | Anna Haag, Charlotte Kalla, Ebba Andersson, Stina Nilsson                                      | Svédország  | Aino-Kaisa Saarinen, Karttu Niskanen, Laura Mononen, Krista Pärmäkoski              | Finnország    |
| 2019 Seefeld        | Ebba Andersson, Frida Karlsson, Charlotte Kalla, Stina Nilsson                        | Svédország  | Astrid Jacobsen, Therese Johaug, Ingvild Flugstad Østberg, Heidi Weng                          | Norvégia    | Bjelorukova Julija, Nyecsajevszkaja Anna, Nyeprjajeva Natalja, Szedova Anasztaszija | Oroszország   |
| 2021 Oberstdorf     | Tiril Udnes Weng, Heidi Weng, Therese Johaug, Helene Marie Fossesholm                 | Norvégia    | Jana Kirpicsenko, Julija Sztupak, Tatyjana Szorina, Natalja Nyeprjajeva                        |             | Jasmi Joensuu, Johanna Matintalo, Riitta-Liisa Roponen, Krista Pärmäkoski           | Finnország    |